# Noord-Sikkim
Noord-Sikkim is een district van de Indiase staat Sikkim. Het district telt 41.023 inwoners (2001) en heeft een oppervlakte van 4226 km².
Het grootste deel van Noord-Sikkim is beperkt toegankelijk voor reizigers en er zijn vergunningen nodig om deze gebieden te bezoeken. Het gebied, dat een gevoelige grens deelt met de Volksrepubliek China, wordt zwaar bewaakt door het Indiase leger.
Grootste steden: Gangtok (hoofdstad) · Jorethang · Singtam · Rangpo · Upper Tadong
Districten: Noord-Sikkim · Oost-Sikkim · West-Sikkim · Zuid-Sikkim
Zie ook: Vlag van Sikkim · Koninkrijk Sikkim